# Otterflya
Die Otterflya ist eine vereiste Hochebene im ostantarktischen Königin-Maud-Land. Sie liegt zwischen den Sigurdsvodene auf der Nordseite und dem Mühlig-Hofmann-Gebirge sowie den Drygalskibergen im Süden.
Norwegische Kartografen, die auch die Benennung vornahmen, kartierten sie anhand von Vermessungen und Luftaufnahmen der Dritten Norwegischen Antarktisexpedition (1956–1960). Namensgeber ist ein Flugzeug des Typs de Havilland Canada DHC-3 Otter, das bei dieser Forschungsreise zum Einsatz kam.